# 鉱業法
鉱業法（こうぎょうほう、昭和25年12月20日法律第289号）は、鉱業等に関する日本の法律である。
1905年3月8日公布、7月1日施行。全面改正1950年12月20日公布、1951年1月31日施行。1955年12月19日改正公布、ウラン鉱・トリウム鉱を指定鉱物に追加、1956年2月1日施行。

## 主務官庁
- 経済産業省大臣官房産業保安・安全グループ鉱山・火薬類監理官室
- 資源エネルギー庁資源・燃料部政策課[1]

同省貿易経済安全保障局経済安全保障政策課、環境省水・大気環境局環境管理課、内閣府経済安全保障推進室、内閣官房国家安全保障局など他省庁と連携して執行にあたる。

## 概要
1873年（明治6年）太政官布告により制定された日本坑法を前身とする。日本坑法は、1890年（明治23年）に帝國議会の協賛を得て鉱業条例に生まれ変わり、1905年（明治38年）には旧鉱業法になった。
大陸法系に属するスペインの鉱業法をモデルとして立法され、鉱業権は「無主の鉱物は国に属する」と規定されるため、私的な土地所有権と分けて公的に保護する。

また、旧日本坑法の時代から鉱業権を取得できるのは日本国民（明治憲法下では大日本帝國臣民）ないし日本国籍法人のみと規定し、外国人・外国企業による資源収奪を認めていない。

## 構成
- 第1章　総則（第1条―第10条）
- 第2章　鉱業権
  - 第1節　通則（第11条―第20条）
  - 第2節　鉱業権の設定
    - 第1款　出願による鉱業権の設定（第21条―第37条）
    - 第2款　特定開発者の選定による鉱業権の設定（第38条―第42条）

  - 第3節　鉱業権の変更等（第43条―第58条）
  - 第4節　鉱業権の登録（第59条―第61条）
  - 第5節　鉱業の実施（第62条―第70条の2）
- 第3章　租鉱権（第71条―第87条）
- 第4章　勧告及び協議（第88条―第100条）
- 第4章の2　鉱物の探査（第100条の2―第100条の11）
- 第5章　土地の使用及び収用（第101条―第108条）
- 第6章　鉱害の賠償
  - 第1節　賠償義務（第109条―第116条）
  - 第2節　担保の供託（第117条―第121条）
  - 第3節　和解の仲介（第122条―第125条）
- 第7章　審査請求等（第126条―第135条）
- 第8章　補則（第136条―第146条）
- 第9章　罰則（第147条―第152条）
- 附則